# Республика Горная Армения
Респу́блика Го́рная Арме́ния (арм. Լեռնահայաստան) — самопровозглашённое государство на территориях современных Вайоцдзорской и Сюникской областей Армении, а также некоторых частей современной Нахичеванской Автономной Республики Азербайджана. Провозглашение государства было осуществлено Гарегином Нжде и его союзниками при поддержке местных партизанских отрядов 26 апреля 1921 года, после неудачного восстания приверженцев антисоветского движения.

## Вооружённая борьба и установление автономии
10 августа 1920 года между РСФСР и Первой Республикой Армения было заключено соглашение, согласно которому Красная армия РСФСР заняла спорные между Арменией и Азербайджанской ССР территории Карабаха, Зангезура и Нахичевани.
После заключения соглашения командовавший армянскими войсками в Зангезуре «генерал Дро» покинул Зангезур, однако его помощники — командующий Капанским районом Гарегин Нжде и командующий Сисианским районом Погос Тер-Давтян — отказались признавать соглашение, опасаясь, что Зангезур будет отдан Советскому Азербайджану. В Зангезур вступила Красная армия, и дашнакские отряды повели против неё партизанскую войну. Их положение уже казалось безнадежным, когда в начале октября вспыхнуло всеобщее восстание против Советской власти. В боях с Красной армией вскоре погиб Тер-Давтян, и Нжде единолично возглавил восстание. К 21 ноября две бригады 11-й Красной Армии и несколько союзных ей турецких батальонов (всего 1200 турок) были разгромлены восставшими, и Зангезур полностью перешёл под их контроль.
2 декабря представители дашнакского правительства Республики Армения ввиду наступления турецких войск заключили соглашение с полпредом РСФСР Леграном об установлении советской власти в Армении. 4 декабря 1920 года в Эривань вступила Красная армия.
25 декабря 1920 года съезд, состоявшийся в Татевском монастыре, провозгласил «Автономную Сюникскую республику», которую фактически возглавил Нжде, принявший древнее звание спарапета (главнокомандующего). 
Февральское восстание в Армении оттянуло на себя силы большевиков, дав Зангезуру на некоторое время передышку. Весной, с поражением Февральского восстания, в Зангезур отступили силы повстанцев. К тому времени Нжде распространил свою власть и на часть Нагорного Карабаха, соединившись с местными повстанцами.
Горная Армения пользовалась поддержкой персидских ханов, которые с дашнаками из Персии, помогали Нжде продовольствием и людьми.

## Провозглашение и потеря независимости
27 апреля 1921 года была провозглашена Республика Горная Армения. Нжде возглавил её в качестве премьер-министра, военного министра и министра иностранных дел. 
1 июля Горная Армения приняла название Республики Армении, как наследницы Первой Республики. Её премьер-министром был объявлен глава правительства Первой Республики Симон Врацян, а Нжде был назначен военным министром. 
Однако вскоре советские войска перешли в наступление, и 9 июля Нжде с остатками повстанцев ушли в Персию.